# Safed
Safed (hebr. ‏צְפָת‎, Cefat; arab. ‏صفد‎, Safad)  – miasto położone w Dystrykcie Północnym w Izraelu.
Safed jest najwyżej położonym miastem w Izraelu – leży na wysokości około 850 m n.p.m. w Górnej Galilei. Ze względu na położenie w górach, są tutaj ciepłe lata i mroźne zimy, podczas których występują opady śniegu. Piękne otoczenie gór i sosnowych lasów spowodowały, że Safed stał się ulubionym miejscem wypoczynku letniego Izraelczyków i turystów zagranicznych. Od XVII wieku miasto jest uznawane za jedno z czterech świętych miast judaizmu (obok Jerozolimy, Tyberiady i Hebronu). Jest to także centrum żydowskiego mistycyzmu koncentrującego się wokół kabały.

## Położenie
Safed położony jest na wysokości około 850 m n.p.m. w północno-wschodniej części Górnej Galilei, na północy Izraela. Jest to najwyżej położone miasto w Izraelu. W odległości 9 km na południowy wschód od miasta leży Jezioro Tyberiadzkie, a w odległości 8 km na północnym zachodzie przebiega granica z Libanem. W otoczeniu Safedu położone są miejscowości: Chacor ha-Gelilit, Rosz Pina i Maghar, kibuce Ammi’ad, Chukok, Kaddarim i Ajjelet ha-Szachar, moszawy Elifelet, Almagor, Kachal, Amirim, Kefar Szammaj, Meron, Dalton, Alma, Diszon i Sede Eli’ezer, wsie komunalne Amukka, Bar Jochaj i Or ha-Ganuz oraz arabska wieś Kaddita.
Safed jest położony w Poddystrykcie Safed, w Dystrykcie Północnym Izraela.

## Środowisko naturalne
| \| I \| II \| III \| IV \| V \| VI \| VII \| VIII \| IX \| X \| XI \| XII \| \| 6.3 48 39 \| 5.1 50 39 \| 3.7 55 43 \| 1.7 68 52 \| 0.2 77 57 \| 0 82 63 \| 0 86 66 \| 0 86 66 \| 0.1 82 64 \| 1 75 59 \| 3.4 63 50 \| 5.4 54 43 \| \| Temperatury w °F Opad całkowity w calach \| \| \| \| \| \| \| \| \| \| \| \| |           |           |           |           |         |         |         |           |         |           |           |
| I | II        | III       | IV        | V         | VI      | VII     | VIII    | IX        | X       | XI        | XII       |
| 6.3 48 39 | 5.1 50 39 | 3.7 55 43 | 1.7 68 52 | 0.2 77 57 | 0 82 63 | 0 86 66 | 0 86 66 | 0.1 82 64 | 1 75 59 | 3.4 63 50 | 5.4 54 43 |
| Temperatury w °F Opad całkowity w calach |           |           |           |           |         |         |         |           |         |           |           |

| I                                        | II        | III       | IV        | V         | VI      | VII     | VIII    | IX        | X       | XI        | XII       |
| 6.3 48 39                                | 5.1 50 39 | 3.7 55 43 | 1.7 68 52 | 0.2 77 57 | 0 82 63 | 0 86 66 | 0 86 66 | 0.1 82 64 | 1 75 59 | 3.4 63 50 | 5.4 54 43 |
| Temperatury w °F Opad całkowity w calach |           |           |           |           |         |         |         |           |         |           |           |

Miasto leży na południowych zboczach góry Har Kena’an (936 m n.p.m.). Po stronie zachodniej przebiega głębokie wadi strumienia Ammud, za którym wznosi się masyw góry Meron (1208 m n.p.m.). Teren po wschodniej stronie miasta stromo opada do depresji Rowu Jordanu.

### Klimat
Safed ma klimat śródziemnomorski, który charakteryzuje się gorącymi i suchymi latami oraz zimnymi i deszczowymi zimami. Średnia temperatura latem wynosi 24 °C, a zimą 5 °C (średnia z lat 1988–2000). Suma rocznych opadów atmosferycznych wynosi 682 mm. Zimą zdarzają się opady śniegu.

### Wody
W kierunku zachodnim do wadi strumienia Amud spływają mniejsze strumienie No’azim, Sechwi, Birigja i Paschur. W kierunku południowym spływają strumienie Achbara, Razim i Ecbonit. Wszystkie one zasilają strumień Amud i spływają do jeziora Tyberiadzkiego. W kierunku wschodnim spływa strumień Far’am, który zasila strumień Rosz Pina wpadający do rzeki Jordan.

### Przyroda
Obszar położony na północ, zachód i południe od miasta został w latach 50. XX wieku zalesiony. Kompleksy leśne Bar’am, Ein Zeitim i Birijja zajmują powierzchnię ponad 2000 ha i są najdłuższym w Izraelu pasem leśnym. Lasy te są pieczołowicie chronione i pielęgnowane.

## Historia
Safed nie jest wspomniany w Biblii. Według relacji Józefa Flawiusza, podczas wojny żydowsko-rzymskiej (66–73) wybudowano tutaj fortyfikacje. Wojna została jednak przegrana przez Żydów. W późniejszym okresie w Safedzie miały się osiedlić rodziny kapłańskie (Jakim i Paszur), jak również liczni tannaici i amoraici, spisujący jerozolimski Talmud oraz Misznę. W latach 1102–1142 krzyżowcy przeprowadzili koncentrację okolicznej ludności w Safedzie. Podniosło to znaczenie miasta, które stało się ważnym ośrodkiem handlowym i centrum administracyjnym całej prowincji. Zamek Safed był strategicznie ważną twierdzą krzyżowców, która kontrolowała obszar pomiędzy jeziorem Tyberiadzkim a Akką. Z rozwoju miasta skorzystali także Żydzi. W 1216 roku zamieszkał tutaj żydowski poeta i rabin Jehuda Alharizi. Odbywały się tutaj spotkania Jesziwat Ziemi Izraela, na których było obecnych wielu rabinów. W 1188 roku Safed został zdobyty przez muzułmańską armię sułtana Saladyna. W 1240 roku król Nawarry Tybald IV zorganizował własną wyprawę krzyżową, podczas której odzyskał większość Galilei. Odbudowano wówczas zniszczony zamek Safed. W dniu 25 lipca 1266 roku sułtan Bajbars zdobył Safed i wymordował załogę templariuszy oraz mieszkających w mieście Żydów.
Po wydaniu w 1492 roku edyktu z Alhambry Żydzi zostali zmuszeni do opuszczenia Hiszpanii, Portugalii i Sycylii. Większość z nich znalazło schronienie w obrębie Imperium Osmańskiego. W międzyczasie sułtan Selim I Groźny przyłączył w 1517 roku do swego imperium Palestynę, Syrię i Egipt. W przeciwieństwie do Arabów, Turcy osmańscy tolerowali Żydów, którzy cieszyli się w ich imperium bardziej uprzywilejowaną pozycją niż chrześcijanie. Z tego powodu, gdy do Palestyny dotarła fałszywa pogłoska o pokonaniu sułtana Selima I przez Mameluków w Egipcie, doszło do pogromu Żydów w Safedzie. W kolejnych latach, dzięki wsparciu władz osmańskich, Safed został odbudowany i stał się najważniejszym miastem żydowskim. XVI wiek przeszedł do historii jako „złoty wiek” miasta. Rozwojowi gospodarczemu miasta sprzyjało korzystne położenie przy szlakach handlowych oraz mocne powiązania kulturalne z gminami żydowskimi w Damaszku, Aleppo i innych miastach. Wszystko to powodowało, że wielu imigrantów żydowskich z Hiszpanii przyjeżdżało tutaj, tworząc niepowtarzalną kosmopolityczną atmosferę. Imigranci z Hiszpanii przywieźli do Safedu umiejętności produkcji tkanin wełnianych, a następnie nawiązali kontakty handlowe z innymi hiszpańskimi Żydami osiadłymi w miastach basenu Morza Śródziemnego. Równie ważny był wymiar życia religijnego Safedu. Bliskość grobu słynnego rabina Szymona bar Jochaja (na górze Meron) powodowała, że ściągali tu żydowscy mistycy koncentrujący się wokół kabały i księgi Zohar. Wiek XVI to okres rozkwitu mistyki żydowskiej w Safedzie. Mieszkali tutaj rabini Józef Karo, Izaak Luria, Mojżesz Kordowero, Chaim Vital, Salomon Alkabec, Mojżesz Alszech i Jakub Berab. W 1577 roku Eliezer Aszkenazi i jego syn Izaak z Pragi założyli w mieście pierwszą na Bliskim Wschodzie drukarnię. W XVII wieku nastąpił stopniowy upadek gospodarczy i liczebnościowy społeczności żydowskich w Safedzie. W 1628 roku osłabione miasto napadli i ograbili Druzowie, a w pięć lat później Turcy. Około 1640 roku tutejsza społeczność żydowska poszukując sposobu ratowania się przed upadkiem utworzyła koncepcję świętych miast judaizmu. Początkowo były to Jerozolima, Hebron i Safed (w 1740 r. dołączyła do nich Tyberiada). Żydowskie społeczności istniejące w tych miastach zorganizowały stowarzyszenie na rzecz zbierania funduszy w diasporze. Wcześniej fundusze takie były zbierane przez różne stowarzyszenia, teraz ustalono, że z Ziemi Izraela będą wysyłani specjalni emisariusze (z każdej z tych miejscowości jeden wysłannik). W 1660 roku Druzowie z Libanu najechali na Safed. Doszło wówczas do zniszczenia Safedu i pogromu jego mieszkańców. Plaga szarańczy, głód i epidemia dżumy zdziesiątkowały w 1742 roku mieszkańców. Epidemia szczególnie mocno dotknęła Safed w 1747 roku. Trzęsienie ziemi na Bliskim Wschodzie (1759) zniszczyło miasto, powodując śmierć 200 osób. Lekkie ożywienie było odczuwalne w mieście w II połowie XVIII wieku, kiedy to do Safedu dotarła grupa około 300 pochodzących z Imperium Rosyjskiego zwolenników chasydyzmu (w latach 1776 i 1781). Gdy w 1799 roku Napoleon Bonaparte po niepowodzeniu w oblężeniu Akki rozpoczął wycofywanie się z Palestyny, zamieszanie w rejonie wykorzystali Arabowie, którzy wszczęli zamieszki w Safedzie. Dzielnica żydowska została zniszczona, a wielu Żydów dotkliwie pobitych. W latach 1809–1810 do miasta dotarła grupa żydowskich imigrantów z Litwy, na czele których stał rabin Eliasz ben Salomon Zalman. Wzmocniło to tutejszą społeczność żydowską, umożliwiając odbudowę gospodarczą. Jeden z imigrantów, Izrael Beck założył pierwszą hebrajską drukarnię w Palestynie. W latach 1812–1814 kolejna epidemia dżumy zdziesiątkowała Safed (zmarło około 80% żydowskich mieszkańców miasta). Podczas niepokojów chłopskich w 1834 roku doszło do pogromu Żydów w Safedzie. Trzęsienie ziemi w Galilei (1837) miało szczególnie katastrofalne skutki dla społeczności żydowskiej Safedu. Niemal całkowicie zniszczona została północna żydowska część miasta. Południowa muzułmańska część Safedu poniosła znacznie mniejsze straty. Na wiosnę 1838 roku napięte stosunki społeczne doprowadziły do wybuchu powstania druzyjskiego. W jego trakcie Druzowie wtargnęli do Safedu dopuszczając się pogromu Żydów. Dopiero w 1840 roku władze osmańskie zdołały przywrócić porządek w Galilei i przywróciły spokój w Safedzie. W II połowie XIX wieku tutejsza społeczność żydowska została wzmocniona nowymi imigrantami z Persji, Maroka i Algierii. Znany żydowski filantrop sir Moses Montefiore siedmiokrotnie odwiedził miasto, finansując odbudowę wielu zniszczonych zabytków (jednak kolejne trzęsienia ziemi zniszczyły te budynki).
Podczas I wojny światowej wojska brytyjskie wkroczyły do Palestyny i 25 września 1918 roku zajęły Safed. 1 lipca 1920 roku Liga Narodów oficjalnie przyznała Wielkiej Brytanii zwierzchnictwo mandatowe nad Palestyną. W utworzonym w ten sposób Brytyjskim Mandacie Palestyny miało powstać w przyszłości państwo żydowskie. Safed został stolicą Poddystryktu Safed, i służył jako siedziba władz administracyjnych oraz centrum kulturalne i gospodarcze całej okolicy. Napływ coraz większej liczby żydowskich imigrantów powodował wzrost napięć etnicznych pomiędzy Żydami i Arabami. Z tego powodu wybuchły zamieszki w Palestynie (1929) – w pogromie w Safedzie zginęło 18 żydowskich mieszkańców, a 80 zostało rannych. Podczas arabskiego powstania w Palestynie (1936–1939) Brytyjczycy wybudowali tutaj dwa policyjne forty Tegart. Po zakończeniu II wojny światowej w Palestynie nasiliły się walki pomiędzy Żydami a Arabami. Przyjęta 29 listopada 1947 roku Rezolucja Zgromadzenia Ogólnego ONZ nr 181 przyznała obszar miasta Safed państwu żydowskiemu. Arabowie odrzucili rezolucję, doprowadzając do wybuchu wojny domowej w Mandacie Palestyny. Pierwszy poważny arabski atak na dzielnicę żydowską nastąpił 2 stycznia 1948 roku. Atak nie powiódł się i Arabowie wycofali się ponosząc duże straty. W lutym 1948 roku siły Arabskiej Armii Wyzwoleńczej sparaliżowały żydowską komunikację w Galilei, odcinając Żydów w Safedzie od dostaw żywności. Sytuację obrońców dodatkowo pogorszyli Brytyjczycy, którzy 16 kwietnia 1948 roku ewakuowali swoje wojska z miasta, przekazując Arabom dwa forty Tegart. Dzielnica żydowska w Safedzie znalazła się w ten sposób w stanie oblężenia. Jeszcze tego samego dnia siły arabskie przeprowadziły szturm. Zdając sobie sprawę z trudności położenia, żydowska Hagana rozpoczęła w dniu 6 maja 1948 roku operację „Jiftach”, której celem było zdobycie Safedu. Równocześnie Arabska Armia Wyzwoleńcza planowała na 10 maja rozpoczęcie generalnego szturmu na żydowską dzielnicę. Już 6 maja Arabowie rozlokowali baterie swojej artylerii i rozpoczęli ostrzał żydowskich pozycji w mieście. Siły obrońców wzmocniono wtedy kompanią szturmową Palmach. Walki o miasto należały do jednych z najbardziej dramatycznych wydarzeń całej wojny. W dniu 10 maja Safed znalazł się w rękach żydowskich, a wszyscy arabscy mieszkańcy zbiegli w kierunku Libanu. Proklamacja niepodległości Izraela 14 maja 1948 roku otworzyła nowy rozdział w historii Safedu. Miasto systematycznie się rozrastało i w 1953 roku liczyło już około 7 tys. mieszkańców. W latach 90. XX wieku Safed przyjął duże ilości imigrantów z krajów byłego ZSRR i Etiopii. Podczas II wojny libańskiej w lipcu 2006 roku na miasto spadły liczne rakiety Grad wystrzelone przez organizację terrorystyczną Hezbollah z terytorium południowego Libanu. W wyniku ostrzału zginęła 1 osoba, a ranne zostały co najmniej 44 osoby.

### Nazwa
Hebrajska nazwa miasta Cefat (hebr. ‏צְפָת‎) pochodzi od hebrajskiego słowa cfe oznaczającego „obserwować”. Wskazuje to na wysokie położenie miasta w górach, skąd można obserwować całą okolicę. Istnieje także tłumaczenie, że nazwa Cefat jest skrótem od słów Cicit-Pe’a-Tefilin i prawdopodobnie ma symboliczne znaczenie blasku pobożności objawiającej się przez przestrzeganie zasad judaizmu, m.in. noszenie cicit i tefilin.

## Demografia
Według danych Izraelskiego Centrum Danych Statystycznych w 2011 roku w Safedzie żyło ponad 32,2 tys. mieszkańców, z czego 92% Żydów i 8% inne narodowości. Wskaźnik wzrostu populacji wyniósł w 2011 roku 5,9%. W roku tym urodziło się 837 dzieci, a zmarło 141 osób (odnotowano 2 zgony niemowląt). Według danych za 2010 rok liczba pracowników wynosiła 9694, a liczba osób pracujących na własny rachunek wynosiła 633. Średnie miesięczne wynagrodzenie w 2010 roku wynosiło 5034 ILS (średnia krajowa 7522 ILS) – zarobki osób pracujących na własny rachunek wynosiły 5794. Zasiłki dla bezrobotnych pobierało 214 osób, w tym 90 mężczyzn (średni wiek: 39. lat). Świadczenia emerytalne oraz renty pobierało 2812 osób, a zapomogi społeczne 2982 osoby (w tym 565 emerytów, 1463 inwalidów, osób niepełnosprawnych w innym znaczeniu 111, oraz 136 pracujących inwalidów).
| Wiek (w latach) | Procent populacji w % |
| --------------- | --------------------- |
| 0 – 4           | 12,8                  |
| 5 – 9           | 11,4                  |
| 10 – 14         | 10,0                  |
| 15 – 19         | 9,1                   |
| 20 – 29         | 15,1                  |
| 30 – 44         | 15,1                  |
| 45 – 59         | 14,1                  |
| 60 – 64         | 3,4                   |
| 65 –            | 8,9                   |

Źródło danych: Central Bureau of Statistics.

## Symbole

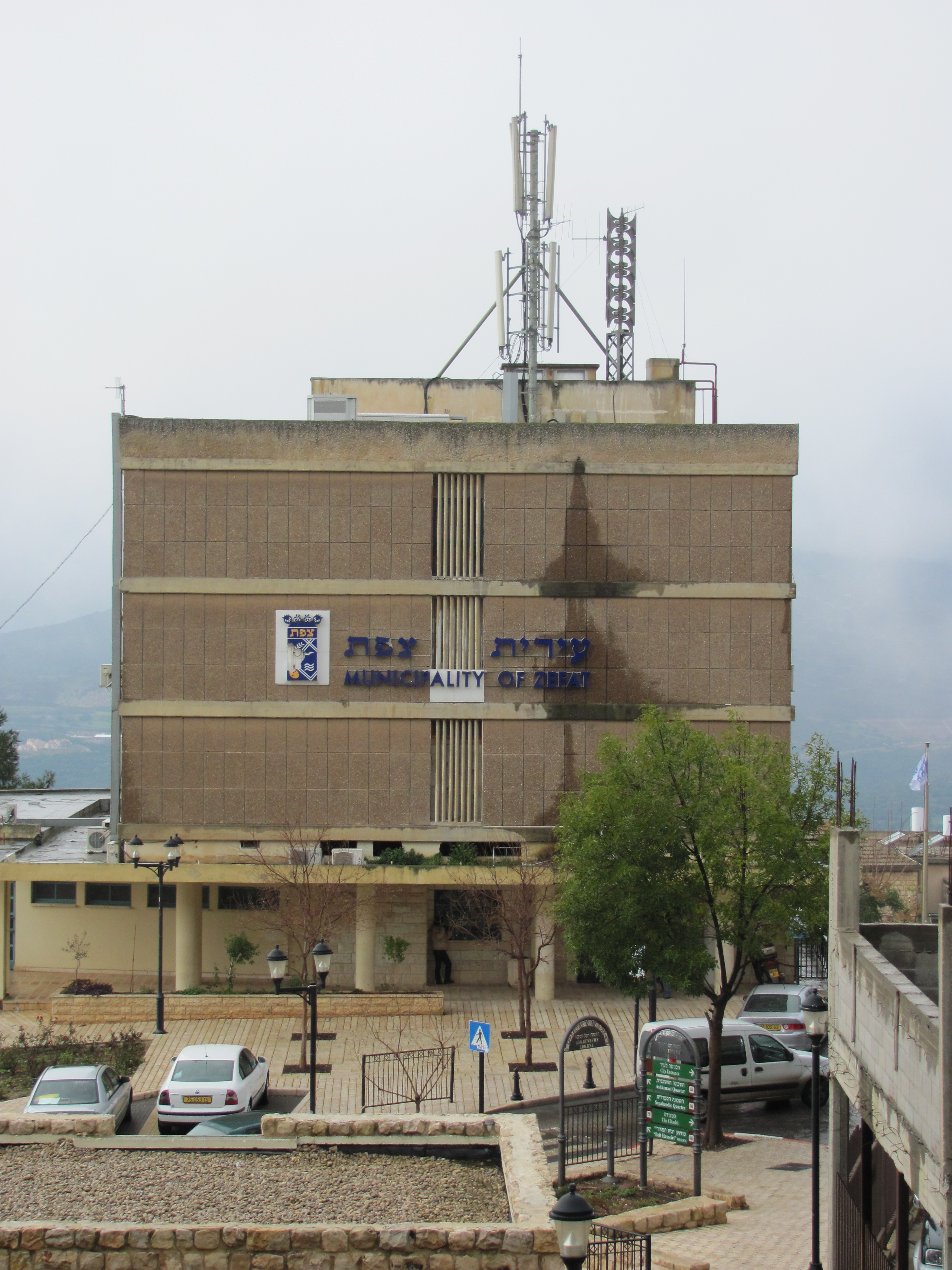
Ratusz miejski Safedu

Herb Safedu został oficjalnie opublikowany w 1958 roku. Z perspektywy przypomina sefardyjski zwój Tory, co przypomina, że miasto od najdawniejszych czasów było wspaniałym centrum studiów nad Torą. Symbole występujące poniżej mają głęboką symbolikę. Gałązka oliwna nawiązuje do historii obszar Safedu, w którym uprawiano gaje oliwne i produkowano wyśmienitą oliwę dostarczaną do Świątyni Jerozolimskiej. Gołąb przelatuje nad falami Jeziora Tyberiadzkiego. Paleta malarska przypomina, że z Safedu pochodziło wielu malarzy i artystów. Powyżej znajdują się góry, które zwracają uwagę na geografię okolicy i pobliską górę Meron. Po jej bokach są owoce granatu, które są symbolem wiary i dobrych uczynków. Symbol granatu jest często wykorzystywany jako ozdoba zwojów Tory. Napis w języku hebrajskim צפת (skrót od Cicit-Pe’a-Tefilin). Oficjalna flaga miasta jest w kolorze pomarańczowym z czarnym godłem pośrodku. Czasami stosowane są także flagi w kolorach białym, żółtym, niebieskim i zielonym, z granatowym godłem pośrodku.

## Polityka
Safed jest stolicą administracyjną Poddystryktu Safed. Urząd miejski mieści się przy ulicy Jerozolimy. Obecnym burmistrzem miasta jest Ilan Szochat. Budynek sądu jest położony przy ulicy Rabina Dawida Wemosze.

### Współpraca międzynarodowa
Safed ma zawarte umowy partnerskie z następującymi miastami:
| - Nikopol, Bułgaria - Lille, Francja | - Toledo, Hiszpania - Palm Beach, Stany Zjednoczone |

## Gospodarka
Lokalna gospodarka opiera się głównie na handlu, usługach i obsłudze ruchu turystycznego. W południowo-wschodniej części Starego Miasta była położona stara strefa przemysłowa – obecnie znajdują się w niej głównie hurtownie. Nowa strefa przemysłowa powstała na południowo-zachodnich obrzeżach miasta. Jest tutaj fabryka kawy Strauss Group (drugi co do wielkości izraelski producent żywności), fabryka opakowań kawy instant Elite oraz zakład produkcyjny firmy Unilever.

## Infrastruktura

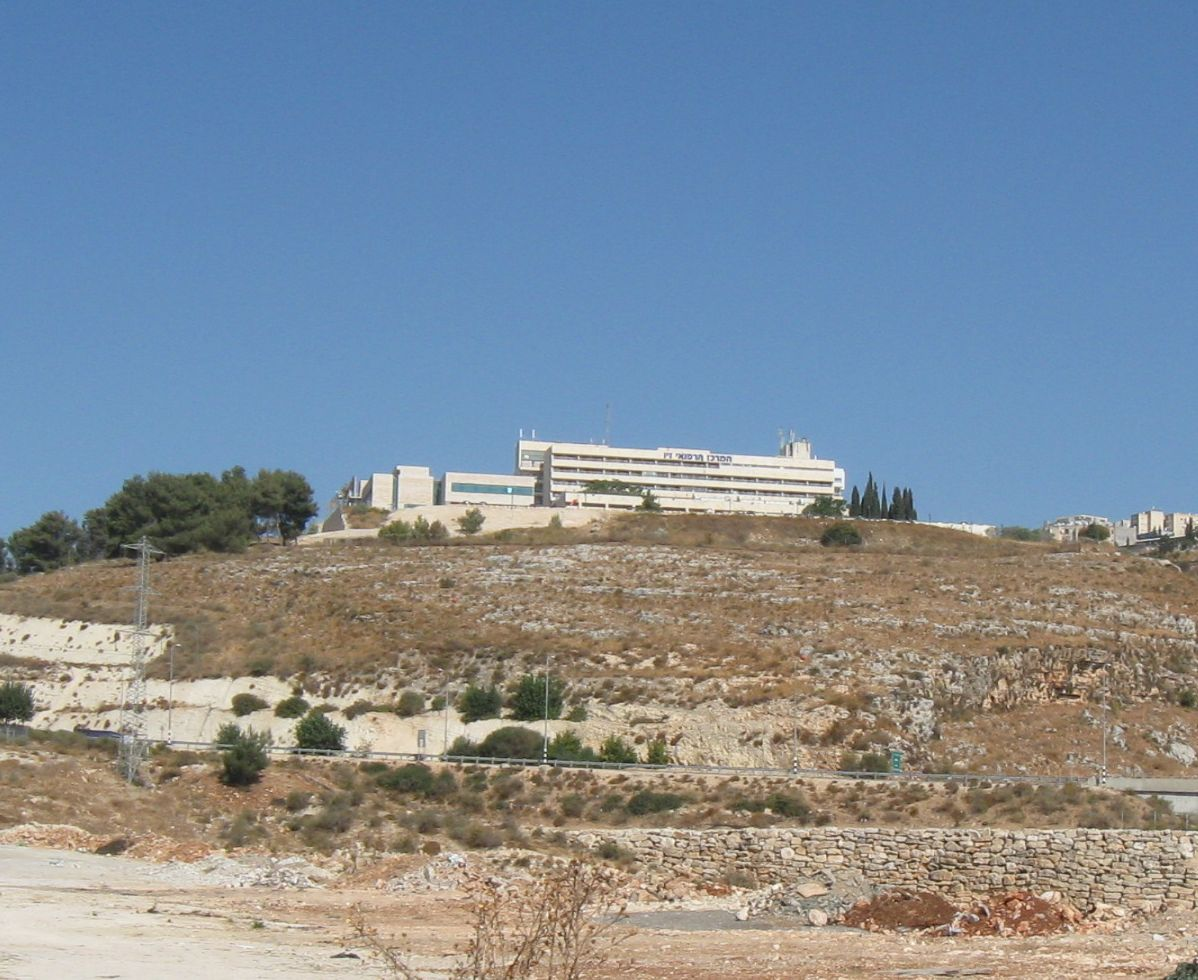
Centrum Medyczne Sieff

Remiza straży pożarnej znajduje się przy ulicy Rabina Dawida Wemosze. Główny urząd pocztowy jest przy ulicy ha-Palmach, jednak jego filia jest w centrum Starego Miasta przy ul. Jerozolimy. W południowej części miasta jest położony szpital Centrum Medyczne Sieff. Przy szpitalu jest lądowisko helikopterów, dzięki czemu z łatwością można przyjmować pacjentów z całej Górnej Galilei i Wzgórz Golan.

## Transport
Wzdłuż południowej i zachodniej granicy miasta przebiega droga ekspresowa nr 89, którą jadąc na północny zachód dojeżdża się do moszawu Meron, lub jadąc na wschód dojeżdża się do skrzyżowania z drogą ekspresową nr 90 i moszawu Elifelet. Przez północną część miasta przebiega z zachodu na wschód droga nr 8900, którą jadąc na północny zachód dojeżdża się do skrzyżowania z drogami nr 89 i nr 886 przy bazie wojskowej Ejn Zeitim, lub jadąc na wschód dojeżdża się do miejscowości Rosz Pina. Centralny dworzec autobusowy w Safedzie jest położony na północ od Starego Miasta, u zbiegu ulic Jerozolimy i ha-Acma’ut. Co pół godziny kursuje autobus do Hajfy. Autobusy do Tyberiady odjeżdżają co godzinę. Natomiast do Tel Awiwu są trzy bezpośrednie połączenia dziennie, a do Jerozolimy jedno. Można również dojechać do pobliskiej miejscowości Rosz Pina, skąd jest więcej połączeń autobusowych. Głównym środkiem transportu są autobusy linii Egged.
W 2011 roku w mieście było zarejestrowanych 6400 pojazdów silnikowych, w tym 5130 samochodów osobowych (średnia wieku samochodów prywatnych wynosiła 9. lat). W roku tym doszło do 44 wypadków w Safedzie.
W odległości około 4 km na północny wschód od miasta znajduje się port lotniczy Rosz Pina.

## Architektura
Miasto Safed jest współczesnym, nowoczesnym miastem, które rozciąga się na północny wschód, wschód i południe wokół zabytkowego Starego Miasta. Obszar zabudowany rozciąga się na długości 6 km z północy na południe i 4 km z zachodu na wschód. Miasto składa się w zasadzie z trzech głównych dzielnic: Starego Miasta, Safedu południowego i typowej dzielnicy mieszkaniowej położonej na górze Har Kena’an. Stare Miasto rozciąga się na zboczach idealnie zaokrąglonego wzgórza, na którym w przeszłości wznosiła się twierdza krzyżowców. Obecnie wzgórze zamkowe zostało przekształcone w park miejski Gan ha-Metsuda. Wokół wzgórza przebiega pętla ulicy Jerozolimy, która pełni funkcję głównej arterii komunikacyjnej Starego Miasta. Tutejsza zabudowa tworzy prawdziwy labirynt stromych schodów i wąskich, krętych uliczek. Po zboczu przebiegają ze wschodu na zachód szerokie schody Ma’alot Olei ha-Gardom – zaczynają się one na ulicy Jerozolimy i prowadzą w dół po zboczu wzgórza. Na północ od schodów rozciąga się dawna dzielnica żydowska z licznymi synagogami. Natomiast po stronie południowej jest położona dawna dzielnica muzułmańska. Schody zostały wybudowane w 1929 roku przez Brytyjczyków, w celu rozdzielenia od siebie zwalczających się społeczności. Przy schodach wybudowano policyjny fort Tegart, na którego ścianach zachowano widoczne ślady po kulach. Wojna z 1948 roku przyniosła ze sobą ucieczkę muzułmanów. Ich miejsce zaczęli zajmować coraz liczniej przybywający do miasta żydowscy imigranci. W 1968 roku u zachodniego podnóża Starego Miasta zaczęto tworzenie osiedla Kirjat Breslev. Zamieszkali w nim chasydzi z dynastii Breslev. Wzrost liczebności mieszkańców miasta zmuszał władze do poszukiwania nowych rozwiązań, aby zaspokoić niedobór mieszkań. Z tego powodu w 1976 roku rozpoczęto budowę Safedu południowego, do którego przylegała stara strefa przemysłowa. W latach 80. XX wieku przystąpiono do budowy osiedli mieszkaniowych na zboczach góry Har Kena’an. Osiedla te systematycznie zajmują coraz niższy poziom stoków, opadając do depresji Rowu Jordanu. Najniżej położonym osiedlem jest Nof Kinneret. W mieście poza parkiem Gan ha-Metsuda znajdują się także mniejsze parki i ogrody: Gan ha-Em, Gan Eli, Gan Amos, Gan Mordechaj Pizam, Gan Rotszild, Gan Hair i Gan Halawani.

### Zabytki
Dzielnica synagog to dawna dzielnica żydowska Starego Miasta. Jej centralnym punktem jest Plac Obrońców (Kikkar ha-Maginim). W jego pobliżu znajdują się wszystkie główne synagogi (są one opisane w dziale Religia). Warto zwrócić uwagę na pozostałości żydowskich domów z XVI wieku. Do ich budowy posłużyły kamienie z murów twierdzy krzyżowców w Safedzie. Obecnie obszar wzgórza zamkowego z pozostałościami ruin zamku przekształcono w park ha-Metsuda. Na wiosnę 2004 roku przeprowadzono rozległe prace konserwatorskie zamku, dostosowując jego teren do zwiedzania przez turystów. Park z ruinami zamku stanowi dużą lokalną atrakcję turystyczną Safedu. Wzgórze dominujące nad zabudową miejską nadaje parkowi cechy Akropolu. Ze wzgórza roztacza się panorama na całą okolicę miasta. Południową część Starego Miasta stanowi dzielnica artystów. Jest do dawna dzielnica muzułmańska, która charakteryzuje się tradycyjną arabską zabudową z wąskimi, krętymi uliczkami. Znajduje się tutaj pochodzący z XVIII wieku Czerwony Meczet. Jest to jedyny zabytek Safedu przypominający o islamskim dziedzictwie miasta. Innymi zabytkowymi budynkami są seraj w Safedzie oraz sąsiedni Dom Bussella.
Bardzo interesującą działalność prowadzi organizacja non-profit Livnot U’Lehibanot, która od 1980 roku wnosi duży wkład w odbudowę Safedu, a także angażuje się w organizowanie warsztatów i seminariów o tematyce izraelskiej. Program jest nastawiony głównie na dorosłych Żydów żyjących w małym miasteczku, i obejmuje duchowe treści bez promowania konkretnej religijności. Na przestrzeni wielu lat, ponad 24 tys. wolontariuszy uczestniczyło w remontach domów Safedu, odnawiając parki miejskie i remontując szkoły. Szczególnie ważne były prace archeologiczne na Starym Mieście Safedu.

## Kultura
Centrum życia kulturalnego Safedu znajduje się w dzielnicy artystów, która powstała w dawnej dzielnicy muzułmańskiej Starego Miasta. W małych arabskich domkach powstały liczne galerie sztuki, w których można obejrzeć i kupić różne pamiątki tworzone przez lokalnych artystów. Z tutejszych galerii sztuki można wymienić: galerię Dawida Friedmana Kosmic Kabbalah Art, galerię Abrahama Lowental, galerię Asi Kutz, galerię Roberta Rosenberga, galerię Liki Brlotzovski, Galerię Iris, galerię Bilhy Koninski, galerię Jacoba Haddad, galerię Leona Azoulaj i wiele innych. W dawnym meczecie urządzono Galerię Miejską, w której organizowane są cykliczne wystawy lokalnych artystów. Co jakiś czas można tu także podziwiać dzieła sprowadzane z zagranicy. Z najbardziej znanych tutejszych artystów można wymienić malarzy Mojżesz Castel, Moï Ver, Szimszon Holzman, rzeźbiarza Mojżesza Ziffer, oraz pisarza Jechoszuę Bar-Josefa. W dzielnicy artystów znajduje się Muzeum Druku Zvi Assaf, które prezentuje sięgającą 1578 roku historię drukarstwa w Safedzie. Wśród eksponatów są rzadkie inkunabuły alfabetu hebrajskiego. Bet ha-Me’iri jest muzeum poświęconym historii Safedu. Opisuje ono długowiekową historię miasta, ze szczególnym podkreśleniem walki tutejszej społeczności żydowskiej o przetrwanie. Natomiast Muzeum Pamięci Żydów Węgierskich opisuje bogatą historię i dziedzictwo kulturowe społeczności żydowskich na Węgrzech. Jest tu także Muzeum Lalek z unikalną kolekcją porcelanowych lalek wykonanych ręcznie ze ścisłym zachowaniem proporcji do ciała ludzkiego (1:4). Wszystkie części lalek są ruchome. Ich ubrania ukazują historię i rozwój odzieży w różnych państwach. Muzeum Frenel-Frenkel jest muzeum sztuki malarstwa Icchaka Frenkela. W mieście odbywa się corocznie Festiwal Klezmerów, na którym występują zespoły z całego świata grające muzykę klezmerską.

## Edukacja i nauka
W Safedzie znajdują się 32 szkoły, w tym 19 szkół podstawowych, 5 średnich i 13 zawodowych na różnym szczeblu nauczania. Można z nich wymienić: Makif, Akudat Izrael, Beirav, Noam, Ironi Klali, oraz religijne Or Menachem i ha-Ari. W 2011 roku uczyło się w nich ogółem ponad 6,7 tys. uczniów, w tym ponad 4,1 tys. w szkołach podstawowych. Średnia uczniów w klasie wynosiła 22. W roku szkolnym 2010/11 liczba uczniów, którzy zdali egzamin dojrzałości wynosiła 44,7%. W tym samym roku 28,5% uczniów rozpoczęła studia akademickie. Ze szkół wyższych można wymienić Wydział Medyczny Uniwersytetu Bar-Ilana oraz Akademicki College Safed. Od 1987 roku działa tu także College Safed. Poza nimi jest tu wyższa szkoła handlowa dla dziewcząt Beit Ja’akow, szkoła handlowa Meron oraz szkoła specjalna.

## Turystyka
Miasto Safed odegrało ważną rolę w historii religii żydowskiej i jej duchowej istoty. W swojej bogatej historii wspinało się na wyżyny rozwoju, jak również w wyniku trzęsień ziemi popadało w ruinę. Współcześnie jest to niewielkie miasto, które po raz kolejny odgrywa coraz większą rolę jako centrum żydowskiego mistycyzmu. Przyjeżdżający do niego turyści mogą zwiedzić liczne synagogi i inne zabytki na Starym Mieście. Niezwykłą turystyczną atrakcją jest dzielnica artystów (czasami nazywana Kolonią Artystów). Swoje domy, warsztaty oraz galerie sztuki mają tutaj najbardziej znani izraelscy artyści oraz rzemieślnicy. Odwiedzający Safed turyści mają szansę nie tylko poznać historię, kulturę i duchowość miasta, ale także wejść w kontakt z bogatą międzynarodową sztuką. Jednak największym atutem miasta jest jego wysokie położenie w górach Górnej Galilei, dzięki czemu panuje tutaj umiarkowany klimat. Dodatkowym atutem są piękne widoki na Górną Galileę. To właśnie dlatego Safed jest popularnym kurortem odwiedzanym przez Izraelczyków i zagranicznych turystów. Jednak brak wystarczającej liczby miejsc noclegowych i niewielka ilość atrakcji związanych z tzw. życiem nocnym, powodują, że turyści przyjeżdżają do Safedu najczęściej na jeden dzień. Odrębną grupą turystów są Żydzi przyjeżdżający tutaj w celach religijnych. Po mieście są organizowane wycieczki z przewodnikiem.

### Informacja turystyczna
Biuro informacji turystycznych mieści się w budynku Wolfson Community Centre przy skrzyżowaniu ulic Alija Bet i ha-Palmach, na południowy wschód od Starego Miasta. Działalność centrum informacji turystycznych wspiera organizacja Livnot U’Lehibanot. Są tutaj dostępne mapy, przewodniki, ulotki i informacje o atrakcjach turystycznych miasta oraz okolicy. Dostępny jest krótki film opisujący historię miasta (w języku hebrajskim, angielskim lub francuskim).

### Baza noclegowa
Miasto posiada dość bogatą bazę noclegową. Najbardziej luksusowym hotelem jest Ruth Rimonim Inn. Został on utworzony w budynku dawnej osmańskiej poczty na południowo-wschodnich obrzeżach dzielnicy artystów na Starym Mieście. Hotel ten posiada własny basen i wiele innych udogodnień. Nowoczesnym i dobrze utrzymanym hotelem jest położony blisko dzielnicy synagogi Rerenson House. W jego pobliżu jest niepozorny, ale posiadający własny basen Ron Hotel. W centrum jest położony hotel Palatine. W północnej części miasta jest luksusowy Canaan Spa Hotel. W jego pobliżu jest położony niewielki hotelik Safed Inn oraz mały, ale ekskluzywny Villa Galilee Hotel. Z tańszych noclegów można wymienić Hotel Szoszanna, oraz schroniska u Lifshitzów i Eli’s.

## Religia
Zabytkowe synagogi znajdują się w dzielnicy synagog na Starym Mieście. Jednemu z najsłynniejszych kabalistów, Izaakowi Lurii są poświęcone dwie synagogi: Synagoga Ari Aszkenazi i sefardyjska Synagoga Ari. Natomiast rabinowi Józefowi Karo jest poświęcona synagoga Karo. W synagodze Abuhawa znajduje się najstarszy zwój Tory w mieście, natomiast w synagodze Ba’na można podziwiać najpiękniejsze w mieście drewniane zdobienia wnętrza. Jest to arcydzieło architektury judaistycznej. Na Starym Mieście jest jeszcze synagoga Alszecha oraz kilka innych bożnic i jesziw. Przy ulicy ha-Ari znajduje się najsłynniejsza jesziwa Safed. Bardzo wyjątkowym miejscem jest starożytny cmentarz w Safedzie. Według tradycji znajduje się tutaj grób proroka Ozeasza, jednak nekropolia zasłynęła jako miejsce pochówku słynnych kabalistów z przełomu XVI i XVII wieku. Każdego roku ponad 700 tys. osób odwiedza cmentarz. Miejsce to stanowi ważne dziedzictwo kulturowe Izraela. Jedynym obiektem przypominającym o islamskim dziedzictwie miasta jest nieczynny zabytkowy Czerwony Meczet.

## Sport i rekreacja
W mieście znajduje się otwarty basen kąpielowy, stadion piłkarski oraz korty tenisowe. Dodatkowo przy wszystkich szkołach znajdują się sale sportowe z boiskami. Z drużyn sportowych w mieście działa drużyna koszykarska Hapoel Safed, która dwukrotnie grała w Izraelskiej Super Lidze. Jest tu także drużyna piłkarska FC Karmiel Safed.

## Wojsko
W rejonie miasta rozlokowane są liczne bazy wojskowe Sił Obronnych Izraela. W północno-wschodniej części góry Har Kena’an jest położona baza wojskowa Pacan, która mieści sztab Północnego Dowództwa, batalion łączności Korpusu Inżynieryjnego oraz żandarmerię wojskową. Na sąsiedniej górze Har Birijja znajduje się baza wojskowa Birijja, w której mieszczą się instalacje łączności Północnego Dowództwa oraz baterie rakietowych systemów ziemia-powietrze MIM-104 Patriot. Bardziej na północy położona jest baza Nabratein, będąca siedzibą Batalionu Wywiadu Polowego (Szachaf) oraz rezerwowych jednostek rekonesansu. Natomiast na północnym zachodzie znajduje się baza wojskowa Ein Zeitim, w której stacjonuje 13 Batalion (Gideon) Brygady Golani.